# Ульяновский район (Ульяновская область)
Улья́новский райо́н — административно-территориальная единица (административный район) и муниципальное образование (муниципальный район) в северной части Ульяновской области России.
Административный центр — рабочий посёлок Ишеевка.

## География
Протяжённость территории района с севера на юг 75 км, с запада на восток 35 км. Площадь района — 1273 км², что составляет 5 % всей территории Ульяновской области. Через район проходят железные и автомобильные дороги.

## История
Ульяновский район является преемником Симбирского уезда (с 1924 года — Ульяновского уезда) Ульяновской губернии.
Ульяновский район был образован в 16 июля 1928 году в составе Ульяновского округа Средне-Волжской области, с районным центром город Ульяновск.
С 29 октября 1929 года в составе Ульяновского округа Средне-Волжского края.
28 июля 1930 года, с упразднением Ульяновского округа, напрямую подчинён Средне-Волжскому краю.
В феврале 1931 года Богдашкинский район был упразднён, а территория вошла в состав Ульяновского района.
В январе 1935 года из района был выделен Пилюгинский с/с в состав вновь образованного Тагайского района.
27 января 1935 года город Самара был переименован в Куйбышев, а Средне-Волжский край — в Куйбышевский край.
5 февраля 1935 года из территории района вновь выделен Богдашкинский район.
В октябре 1935 года из района в состав города Ульяновск вошёл посёлок Куликовка и посёлок «Бутырки».
С 5 декабря 1936 года — в Куйбышевской области.
25 февраля 1942 года принято решение о районировании Ульяновска: были образованы Ленинский район, Сталинский район, к которым отошли ряд территорий района, в том числе посёлок Киндяковка.
Летом 1942 года в районе была проложена рокадная линия железной дороги «Волжская рокада», на которой появились новые населённые пункты.
С 19 января 1943 года в составе вновь образованной Ульяновской области.
14 декабря 1943 года за счёт разукрупнения Ульяновского и Богдашкинского районов был образован Ишеевский район, с райцентром в Ишеевке.
17 января 1944 года Указом ПВС СССР районный центр из Ульяновска перенесен в Большие Ключищи.
2 ноября 1956 года, при упразднении Ишеевского района, Ульяновский район был укрупнён, а районный центр из Больших Ключищ перенесен в Ишеевку.
В апреле 1956 года, возле села Кремёнки, начато строительство цементного завода, ныне город Новоульяновск.
4 сентября 1959 года районный центр снова перенесён в Ульяновск.
Указом ПВС РСФСР от 4 ноября 1961 года в городскую черту города включено село Конно-Подгородная Слобода Ульяновского района.
26 декабря 1962 года Богдашкинский район вновь слился с Ульяновским районом, с райцентром в Ульяновске.
3 ноября 1965 года из Ульяновского района была выделена территория Богдашкинского района и образован Цильнинский район.
Указом ПВС РСФСР от 17 октября 1966 года в городскую черту города из Ульяновского района включено село Винновка и село Вырыпаевка (до ж/д линии).
Указом Президиума Верховного Совета РСФСР от 8 февраля 1971 года в состав города Ульяновска включён посёлок Опытное Поле Ульяновского района Ульяновской области.
10 сентября 1974 года указом Президиума Верховного Совета РСФСР территория села Мостовая Ульяновского района была включена в состав Ульяновска и стала частью Ленинского района.
28 апреля 1976 года Указом Президиума Верховного Совета РСФСР в состав Ульяновска были включены территория сёл Вырыпаевка и Сельдь Ульяновского района.
1 апреля 1977 года, центром района стала Ишеевка.
5 апреля 1978 года из состава района исключён посёлок станции Студенческая.
Решением Ульяновского областного исполнительного комитета от 27 декабря 1980 года в состав города Новоульяновск вошло село Кремёнки Ульяновского района.
19 августа 1983 года, Указом ПВС РСФСР, населённому пункту возникшему на территории Карлинского сельсовета Ульяновского района, присвоено наименование — Новосельдинский.
3 мая 1988 г. решением Ульяновского облисполкома от № 200 Карлинский и Лаишевский сельские советы переданы из состава Ульяновского района в административное подчинение Ленинского района г. Ульяновска.
Решением Ульяновского облисполкома от 3 мая 1988 года № 200 переданы в административное подчинение Железнодорожному районному Совету народных депутатов г. Ульяновска: Белоключевский сельский Совет (село Белый Ключ), Луговской сельский Совет (Луговое, Кувшиновка, Анненково, Пригородный, разъезд Анненково).
Решением Ульяновского облисполкома от 20 мая 1988 г. № 200 передан в административное подчинение Засвияжскому районному Совету народных депутатов г. Ульяновска Кротовский сельский Совет (сёла Кротовка, Арское и Баратаевка, деревни Отрада и Погребы, посёлок Лесная Долина).

## Население
| 1939    | 1959    | 1970    | 1979    | 1989    | 2002    | 2009    | 2010    | 2011    |
| ------- | ------- | ------- | ------- | ------- | ------- | ------- | ------- | ------- |
| 51 597  | ↗53 695 | ↗64 526 | ↗66 275 | ↘54 919 | ↗58 366 | ↘40 838 | ↘36 669 | ↘36 639 |
| 2012    | 2013    | 2014    | 2015    | 2016    | 2017    | 2018    | 2019    | 2020    |
| ↗36 657 | ↗36 695 | ↗36 732 | ↗36 968 | ↗37 040 | ↘36 885 | ↘36 619 | ↘36 380 | ↘36 099 |
| 2021    | 2024    | 2025    |         |         |         |         |         |         |
| ↘35 097 | ↘34 931 | ↘34 505 |         |         |         |         |         |         |

Население 36 тысяч человек, из них городское — 36,9 % (13,3 тысяч человек). Русские — 21 869 (61 %), татары — 6 235 (17,4 %) населения, чуваши — 6 040 (16,9 %), мордва — 870 (2,4 %). Из 56 населённых пунктов в 25 численно преобладает или имеет значительный удельный вес чувашское население, в 13 — татары, в трёх — мордва.
- Общая численность населения 36 тыс. человек.
- городское население — 13,3 тыс. чел. (36,9 %)
- сельское население — 22,7 тыс. чел. (63,1 %)
  - по полу:
    - мужчин — 16,5 тыс. чел.
    - женщин — 19,5 тыс. чел.

  - по возрасту:
    - моложе трудоспособного — 7,4 тыс. чел.
    - трудоспособное — 21,6 тыс. чел.
    - старше трудоспособного — 7,0 тыс. чел.

Структура занятых в отраслях
- Промышленность — 16,40 %
- Сельское хозяйство — 20,40 %
- Торговля — 5,20 %
- Образование — 12,30 %
- Здравоохранение и социальные услуги — 19,50 %
- Прочие виды деятельности — 26,20 %

По статистическим данным:
- экономически-активного населения — 17348 человек, в том числе:
- занятых в экономике района — 8916 тыс. человек.

## Административное деление
Ульяновский административный район в рамках административно-территориального устройства области делится на 1 поселковый округ и 5 сельских округов.
Одноимённый муниципальный район в рамках организации местного самоуправления (муниципального устройства) включает 6 муниципальных образований, в том числе 1 городское поселение и 5 сельских поселений.
Поселковые округа соответствуют городским поселениям, сельские округа — сельским поселениям.
| № | Муниципальное образование             | Админ. центр            | Количество населённых пунктов | Население (чел.) | Площадь (км²) |
| - | ------------------------------------- | ----------------------- | ----------------------------- | ---------------- | ------------- |
| 1 | Ишеевское городское поселение         | рабочий посёлок Ишеевка | 8                             | ↘13 510          | 145,68        |
| 2 | Большеключищенское сельское поселение | село Большие Ключищи    | 10                            | ↘5483            | 189,03        |
| 3 | Зеленорощинское сельское поселение    | село Зелёная Роща       | 9                             | ↘3973            | 152,27        |
| 4 | Тетюшское сельское поселение          | село Тетюшское          | 6                             | ↗2683            | 161,66        |
| 5 | Тимирязевское сельское поселение      | посёлок Тимирязевский   | 11                            | ↘4874            | 274,84        |
| 6 | Ундоровское сельское поселение        | село Ундоры             | 10                            | ↘4574            | 349,54        |

## Населённые пункты
В районе находятся 54 населённых пункта, в том числе 1 городской (рабочий посёлок) и 53 сельских:
| №  | Населённый пункт  | Тип             | Население | Муниципальное образование             |
| -- | ----------------- | --------------- | --------- | ------------------------------------- |
| 1  | Ишеевка           | рабочий посёлок | ↘10 411   | Ишеевское городское поселение         |
| 2  | 170 км            | разъезд         | #Н/Д      | Тимирязевское сельское поселение      |
| 3  | 864 км            | ж.д. казарма    | 0         | Зеленорощинское сельское поселение    |
| 4  | 875 км            | ж.д. казарма    | 0         | Зеленорощинское сельское поселение    |
| 5  | Авдотьино         | деревня         | 131       | Тимирязевское сельское поселение      |
| 6  | Белов             | хутор           | ↗3        | Большеключищенское сельское поселение |
| 7  | Бирючёвка         | деревня         | 15        | Тимирязевское сельское поселение      |
| 8  | Большие Ключищи   | разъезд         | ↗26       | Большеключищенское сельское поселение |
| 9  | Большие Ключищи   | село            | ↘3821     | Большеключищенское сельское поселение |
| 10 | Бухтеевка         | деревня         | 45        | Зеленорощинское сельское поселение    |
| 11 | Васильевка        | село            | 15        | Ундоровское сельское поселение        |
| 12 | Волостниковка     | село            | 233       | Тетюшское сельское поселение          |
| 13 | Вышки             | село            | 516       | Ундоровское сельское поселение        |
| 14 | Городищи          | деревня         | 16        | Ундоровское сельское поселение        |
| 15 | Дворики           | деревня         | 36        | Ундоровское сельское поселение        |
| 16 | Дружба            | посёлок         | 45        | Тетюшское сельское поселение          |
| 17 | Дубровка          | деревня         | 48        | Ишеевское городское поселение         |
| 18 | Елизаветино       | деревня         | 17        | Тетюшское сельское поселение          |
| 19 | Елшанка           | село            | ↗1151     | Большеключищенское сельское поселение |
| 20 | Загудаевка        | село            | 338       | Тетюшское сельское поселение          |
| 21 | Зелёная Роща      | посёлок         | 2273      | Зеленорощинское сельское поселение    |
| 22 | Ивановка          | село            | 446       | Зеленорощинское сельское поселение    |
| 23 | Комаровка         | село            | 66        | Ундоровское сельское поселение        |
| 24 | Красноармейский   | посёлок         | 661       | Зеленорощинское сельское поселение    |
| 25 | Красное Сюндюково | посёлок         | 43        | Ундоровское сельское поселение        |
| 26 | Крутояр           | посёлок         | 371       | Ундоровское сельское поселение        |
| 27 | Кукушка           | посёлок         | ↗94       | Большеключищенское сельское поселение |
| 28 | Лаишевка          | ж.д. станция    | 448       | Тимирязевское сельское поселение      |
| 29 | Линевка           | деревня         | 6         | Ишеевское городское поселение         |
| 30 | Ломы              | посёлок         | ↗219      | Большеключищенское сельское поселение |
| 31 | Максима Горького  | посёлок         | 79        | Тетюшское сельское поселение          |
| 32 | Максимовка        | село            | 321       | Ишеевское городское поселение         |
| 33 | Михайловка        | деревня         | 279       | Тимирязевское сельское поселение      |
| 34 | Мокрый Куст       | посёлок         | 137       | Зеленорощинское сельское поселение    |
| 35 | Новая Беденьга    | село            | 595       | Ишеевское городское поселение         |
| 36 | Новая Бирючевка   | посёлок         | 788       | Тимирязевское сельское поселение      |
| 37 | Новый Урень       | село            | 1065      | Тимирязевское сельское поселение      |
| 38 | Полдомасово       | село            | 397       | Ишеевское городское поселение         |
| 39 | Поникий Ключ      | село            | ↗337      | Большеключищенское сельское поселение |
| 40 | Прибылов          | посёлок         | →0        | Большеключищенское сельское поселение |
| 41 | Русская Беденьга  | село            | 245       | Ундоровское сельское поселение        |
| 42 | Рыбхоза           | посёлок         | ↘53       | Большеключищенское сельское поселение |
| 43 | Салмановка        | деревня         | 1460      | Ишеевское городское поселение         |
| 44 | Семёновка         | деревня         | 197       | Тимирязевское сельское поселение      |
| 45 | Сланцевый Рудник  | посёлок         | 22        | Ишеевское городское поселение         |
| 46 | Станция-Охотничья | посёлок         | 743       | Зеленорощинское сельское поселение    |
| 47 | Старое Алейкино   | село            | 9         | Ундоровское сельское поселение        |
| 48 | Сухая Долина      | посёлок         | 144       | Зеленорощинское сельское поселение    |
| 49 | Тетюшское         | село            | 2197      | Тетюшское сельское поселение          |
| 50 | Тимирязевский     | посёлок         | 1679      | Тимирязевское сельское поселение      |
| 51 | Торфболото        | посёлок         | 11        | Тимирязевское сельское поселение      |
| 52 | Ундоры            | село            | ↘3270     | Ундоровское сельское поселение        |
| 53 | Широкий           | посёлок         | ↗36       | Большеключищенское сельское поселение |
| 54 | Шумовка           | село            | 783       | Тимирязевское сельское поселение      |

## Минеральные ресурсы
Запасы минерального сырья представлены строительным песком, глиной, мелом, фосфоритом, горно-химическим сырьём, горючими сланцами, керамзитовым сырьём.
В районе есть залежи горючих сланцев и торфа, ведётся заготовка песчаника — горной породы, состоящей из цементированных кварцевых песков.
В районе разработана схема добычи лечебных грязей с месторождения «Брехово болото».
Для производства минеральных наполнителей рекомендован мел минеральных месторождений «Белый ключ» и «Широковский−2». По результатам проведённых исследований его качество соответствует ГОСТ-12085-88.

## Лесные ресурсы
Общая площадь лесного фонда составляет 22391 га.
Корневой запас:
- сосна — 632,0 тыс. м³;
- твердолиственные породы (дуб) — 690,0 тыс. м³;
- мягколиственные (осина) — 2915,0 тыс. м³;

## Структура земель
Общая площадь — 1273 км², в том числе:
- Общая площадь землепользования района составляет — 127302 га
- земли сельскохозяйственного назначения — 85714 га, из них:
  - пашни — 71802 га
  - многолетние насаждения — 188 га
  - пастбища — 12008 га
  - сенокосы — 1529 га
  - залежь — 187 га
- земли под водой — 12438 га,
- земли под дорогами — 2383 га,
- лесные земли — 22391 га,
- земли застройки — 1222 га,
- прочие — 3154 га.

## Экономика

### Промышленность
В районе 5 крупных и средних промышленных предприятий.
Структура промышленного производства:
- Пищевая — 20 %
- Полиграфия — 20 %
- Производство резиновых и пластмассовых изделий — 60 %

### Сельское хозяйство
Сельское хозяйство специализируется на производстве зерновых культур, картофеля, молочно-мясном животноводстве, овцеводстве.
На территории МО «Ульяновский район» занимаются сельскохозяйственной деятельностью 19 сельхозпредприятий всех форм собственности, 8 крестьянских хозяйств и 9289 личных подсобных хозяйств.
Восемь трудовых коллективов и одна птицефабрика занимаются производством продукции животноводства.

### Торговля и малый бизнес
Всего в Ульяновском районе действуют более 200 малых предприятий, в том числе по отраслям:
- в промышленности — 24;
- в сельском хозяйстве — 26;
- транспорт и связь — 3;
- строительство — 26;
- торговля, общепит — 61;
- бытовое обслуживание — 1;
- прочие отрасли — 66.

В районе зарегистрировано более 850 индивидуальных предпринимателя, действуют более 240 торговых точек:
- магазинов и павильонов — 137;
- киосков — 22;
- объектов бытового обслуживания — 27;
- объектов общественного питания — 26;
- прочих объектов организации торговли и обслуживания — 27;
- аптек — 3.

### Ведущие предприятия
- ПО "Ундоровский завод минеральной воды «Волжанка».
- ЗАО «Тетюшское».
- ООО «ПСК „Красная Звезда“.
- ГНУ УНИИСХ „Россельхозакадемия“.
- ООО Симбирский бекон» — филиал группы компаний Талина (торговая марка «Атяшево»).
- ООО «Лилани»
- АО «Ульяновсккурорт»

## Здравоохранение
Лечебная сеть представлена:
- ЦРБ р. п. Ишеевка
- Ундоровская участковая больница
- 4 врачебные амбулатории (Тимирязевская ВА, Тетюшская ВА, Рощинская ВА, Б. Ключищенская ВА)
- 20 ФАПов (Фельдшерско-акушерские пункты)

Всего по району — 146 коек круглосуточного стационара и 56 дневного.
Квалифицированную медицинскую помощь населению района оказывают 57 врачей, в том числе 22 участковых врача, 264 медработника, 21 фельдшер ФАП, 25 фельдшеров скорой помощи.

## Образование
Сеть образовательных учреждений Ульяновского района на 1.01.2013 г. представлена:
- 18 общеобразовательными школами, в числе которых:
  - 15 средних (в том числе 1 лицей);
  - 1 основная;
  - 2 начальными.
- 11 дошкольными образовательными учреждениями,
- 2 учреждениями дополнительного образования, в числе которых 1 — дом детского творчества, 1 — ДЮСШ.

## Культура
Сеть учреждений культуры представлена следующим образом:
- 1 Центр культуры и досуга р. п. Ишеевка;
- 16 ДК, СДК и сельских клубов (14 — в собственных зданиях, 2 — другие помещения);
- 20 библиотек — (4 — собственные здания, 12 — в клубах, 4 — в школах);
- 5 детских школ искусств — (2 — в администрации, 3-в клубах).

Из 42 учреждений культуры МО «Ульяновский район» — 16 учреждений имеют статус юридического лица, МУ "Отдел культуры МО «Ульяновский район» тоже является юридическим лицом).

## Достопримечательности
Достопримечательностью района является Ундоровская курортная зона, где расположены санатории им. Ленина и «Дубки».
На территории с. Ундоры имеется исторический заповедник и палеонтологический музей. В парке Ивашева с. Ундоры сохранился фундамент «Усадьбы Ивашева».
Бывшая Симбирская Соловецкая пустынь, стоявший на крутом правом берегу р. Волги в 5 километрах к северу от пос. Сланцевый Рудник Ульяновского района и в 3 километрах к востоку от с. Новая Беденьга. Основанная в XVII веке.
Церковь Рождества Богородицы — бывшая приходская церковь в селе Полдомасово.
Михаило-Архангельский монастырь в с. Комаровка.
Церковь Рождества Христова с. Шумовка (утрачена).
В настоящее время на территории предполагаемого туристического парка имеется более 20 объектов, представляющих интерес для туризма. Основное их число сконцентрировано в деревне Городище или рядом. Это позволяет превратить названный населённый пункт в центр туристического комплекса. Как дополнительные объекты оздоровительного и курортного назначения могут быть построены следующие сооружения:
- Гостинично-санаторный комплекс на 100 мест.
- Конно-спортивный комплекс.
- Грязелечебница на голубой глине.
- Горнолыжная база с трамплинами.
- Летняя пристань в Городищенском заливе с комплексом для водного отдыха.

Район славится своими многочисленными целебными минеральными источниками вблизи села Ундоры, вода из которых используется в лечебных целях в двух здравницах общероссийского значения — санаториях имени Ленина и «Дубки». Розливом ундоровской минеральной воды занимается завод «Волжанка».
В селе Ивановка находится детский дом, в котором с 1935 по 1940 года воспитывался Герой Советского Союза А. М. Матросов. На территории детского дома располагается мемориальный музей А. М. Матросова.
В районе находятся памятники посвященных Великой Отечественной войне.

## Археология
- Городище и селище Новая Беденьга[40].

## Известные[кому?]уроженцы
- Родившиеся в Ульяновском районе
- Горбунов, Михаил Иванович (1896—1970) — советский военачальник, генерал-лейтенант артиллерии. Родился в деревне Васильевка Ундоровского сельского поселения.
- Николай Константинович Джорджадзе (1976—1995). Родился и жил в Ишеевке. Работал на Ишеевской суконной фабрике с 2.09.1991 года по 27.06.1994 года.
- Виктор Николаевич Каштанкин (1910—1944). Родился и до 17 лет жил в селе Большие Ключищи Большеключищенского сельского поселения.
- Салмин, Алексей Николаевич (1961—2023) — российский военачальник, генерал-лейтенант. Родился в селе Ундоры.